# Cuphodes maculosa
Cuphodes maculosa är en fjärilsart som beskrevs av Turner 1940. Cuphodes maculosa ingår i släktet Cuphodes och familjen styltmalar. Inga underarter finns listade i Catalogue of Life.